# Близнице
Близнице су насељено мјесто у општини Кисељак, Босна и Херцеговина.

## Становништво
|         | 2013.       | 1991.         | 1981.        | 1971.        | 1961.        |
| Укупно  | 62 (100,0%) | 108 (100,0%)  | 77 (100,0%)  | 45 (100,0%)  | 40 (100,0%)  |
| Бошњаци | 62 (100,0%) | 108 (100,0%)1 | 77 (100,0%)1 | 45 (100,0%)1 | 39 (97,50%)1 |
| Срби    | –           | –             | –            | –            | 1 (2,500%)   |

1. 1 На пописима од 1971. до 1991. Бошњаци су пописивани углавном као Муслимани.